# Черстин Юханссон из Бакке
Гунхильд Черстин Юханссон из Бакке (швед. Gunhild Kerstin Johansson i Backe; 23 ноября 1919, Буден, Швеция — 18 января 2008 Висбю, Швеция) — шведская детская писательница. Черстин добавила к своему имени приставку «из Бакке», когда дебютировала как литератор. Она жила в деревне Бакке, Онгерманланд. Юханссон вышла замуж за писателя и драматурга Карла Эрика Юханссона из Бакке.
Юханссон родилась в Будене, но выросла в Кируне. У неё была дочь с отклонениями в развитии, и это было причиной, по которой она начала писать. Она постоянно удивлялась, почему её ребёнок был не таким, как другие. Она начала писать по ночам, чтобы уйти от жесткой реальности.
Юханссон дебютировала в 1961 году с книгой «Холькен». Первые книги Юханссон были беззаботными, и лишь позже она начала писать о запугивании, травле и расизме. Она считала, что детям больше всего интересны книги о проблемах, с которыми они сталкиваются. В её книгах часто говорится о детях, которых запугивали или дразнили. В её книге «Будто меня и не было» сюжет разворачивается в 1930 году. Главная героиня Элина является финноязычной девочкой, которая ходила в шведскую школу в те времена, когда было запрещено говорить по-фински. Между Элиной и её строгой учительницей происходит накаляющийся конфликт. Книга была экранизирована в виде фильма «Элина, словно меня и не было» в 2003 году.
В 1964 году Черстин Юханссон приняла участие в документальном фильме Май Ёдман «День с Катариной». В документальном фильме она рассказала, что это такое — иметь ребёнка с умственной отсталостью. Это был первый случай, когда на телевидении была показана жизнь тех, кто имел ребёнка с умственной отсталостью. В фильме Черстин Юханссон задала трудный вопрос: «Что будет с Катариной, когда её родителей больше не будет?».
С 1989 по 1997 годы Юханссон работала на кафедре № 9 в Шведской детской академии.

## Награды
- 1982 — Премия Нильса Хольгерссона за книгу «Муа и Пелле»